# Aeroportul Point Hope
Aeroportul Point Hope (IATA: PHO, ICAO: PAPO, FAA LID: PHO) este un aeroport din Alaska, Statele Unite ale Americii ce deservește zona Point Hope⁠(d). Aeroportul a fost tranzitat în 2019 de 8.302 pasageri. A fost numit după zona deservită.
Situat la o altitudine de 4 m, aeroportul dispune de 1 pistă. Este operat de Alaska Department of Transportation & Public Facilities⁠(d).

## Infrastructură

### Piste
Aeroportul dispune de o singură pistă. Pista 01/19 are suprafața de asfalt și dimensiunile 3.992 picioare × 75 picioare. 